# Providence College

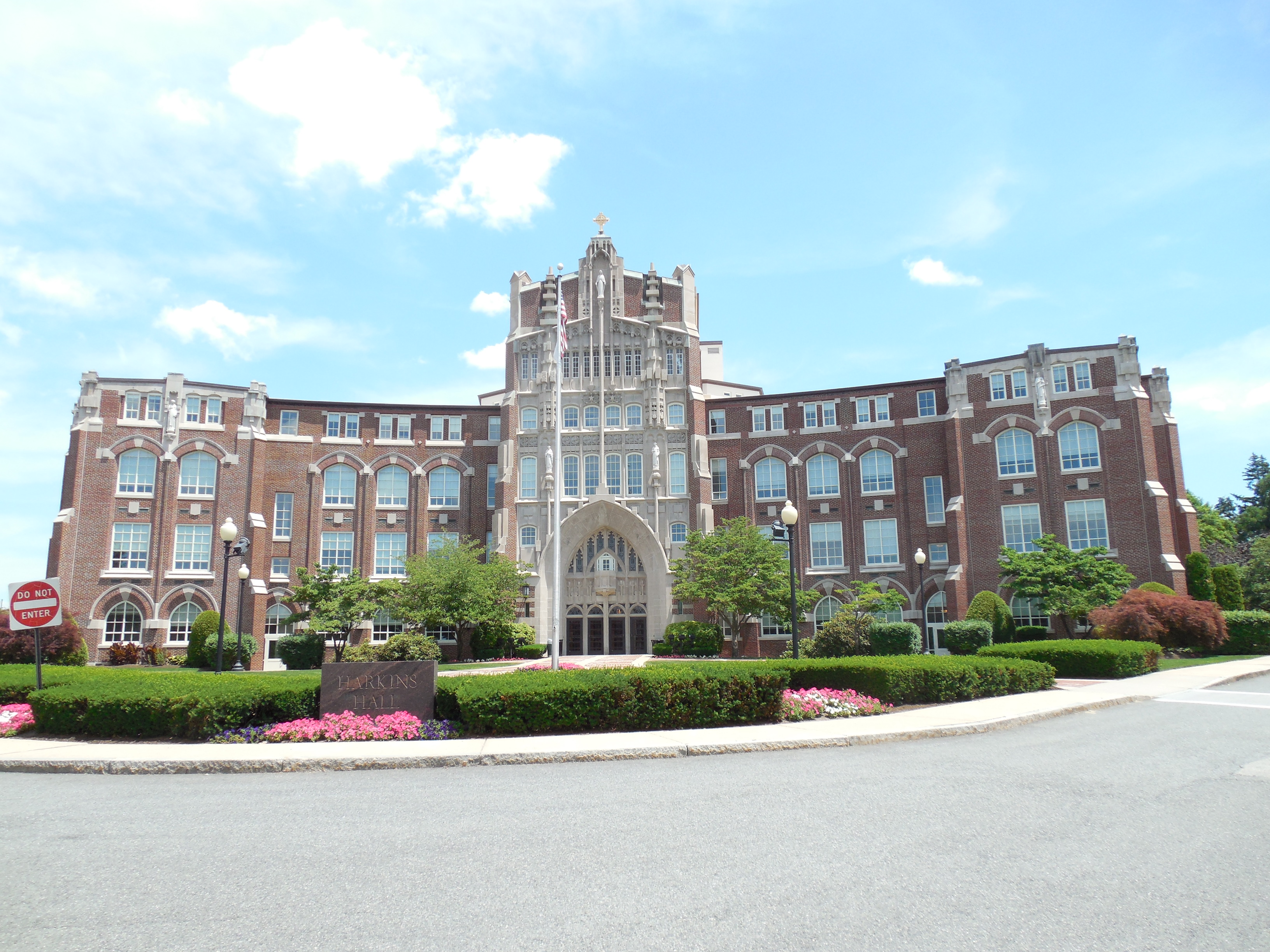
Harkins Hall, Providence College, Providence Rhode Island (2014)

Das Providence College ist eine private, koedukationale, katholische Universität im US-amerikanischen Providence, der Hauptstadt des Bundesstaates Rhode Island. Gegründet wurde sie 1917.
Die Sportmannschaft der Universität, die Providence Friars, spielen in der Big East Conference. Das Dunkin’ Donuts Center ist Spielstätte der Basketballmannschaft der Männer. Bekannte Spieler der Friars waren u. a. Lenny Wilkens, Raymond Flynn, John Thompson, Jimmy Walker und Otis Thorpe.

## Zahlen zu den Studierenden
Von den 4.816 Studenten im Frühling 2021 waren 2.672 (55 %) weiblich und 2.144 (45 %) männlich. 4.233 (88 %) studierten in Vollzeit, 583 (12 %) studierten in Teilzeit. Die meisten der Studenten, die einen ersten Abschluss anstreben, gehören zur School of Arts & Sciences.

## Bekannte Absolventen
- J. Howard McGrath (1903–1966), Gouverneur und Senator
- Thomas J. Dodd (1907–1971), Senator
- Chris Dodd (* 1944), Senator
- Richard Michael Daley (* 1942), Bürgermeister von Chicago
- Patrick J. Kennedy (* 1967), Kongressabgeordneter
- Robert Tiernan (1929–2014), Kongressabgeordneter
- Brian Burke (* 1955), Eishockeyspieler und -funktionär
- Peter Farrelly (* 1956), Drehbuchautor und Filmregisseur
- Chris Terreri (* 1964), Eishockeytorwart
- Hal Gill (* 1975), Eishockeyspieler
- Sara DeCosta (* 1977), Olympiasiegerin
- Alana Blahoski (* 1974), Olympiasiegerin
- Laurie Baker (* 1976), Olympiasiegerin
- Lisa Brown-Miller (1966–2025), Olympiasiegerin
- Tim Schaller (* 1990), Eishockeyspieler
- Noel Acciari (* 1991), Eishockeyspieler
- Brandon Tanev (* 1991), kanadischer Eishockeyspieler
- Julian Gressel (* 1993), deutscher Fußballer
- Kevin Rooney (* 1993), Eishockeyspieler
- Mark Jankowski (* 1994), kanadischer Eishockeyspieler